# Neoserica kuaichangensis
Neoserica kuaichangensis är en skalbaggsart som beskrevs av Ahrens 2003. Neoserica kuaichangensis ingår i släktet Neoserica och familjen Melolonthidae. Inga underarter finns listade i Catalogue of Life.